# Andronic Calliste
Pour les articles homonymes, voir Andronic.
Andronic Calliste ou Andronicos Callistos (en grec Ἀνδρόνικος Κάλλιστος) est un lettré byzantin né à Constantinople au début du XVe siècle, mort à Londres après 1476, professeur, écrivain, traducteur et copiste de manuscrits.

## Biographie
C'était un cousin de Théodore Gaza. Il vint en Italie probablement au moment du concile de Ferrare-Florence (1438), puis enseigna le grec à Padoue à partir de 1441 (y logeant chez Palla Strozzi). Il était à Bologne en 1453/55, puis retourna ensuite à Padoue de 1455 à 1458, puis revint à Bologne. À partir de 1466, il séjourna à Rome dans l'entourage du cardinal Bessarion. En 1471, recommandé à Laurent de Médicis par Bessarion, il remplaça Jean Argyropoulos au Studio Fiorentino ; Ange Politien, qui avait alors entrepris de traduire le chant II de l'Iliade en vers latins, suivit ses cours avec ferveur (et le célébra dans des poèmes). Il traduisit alors les Argonautiques d'Apollonios de Rhodes et le traité Sur la génération et la corruption d'Aristote en latin. En mars 1475, il partit pour Milan, y espérant semble-t-il un emploi mieux rémunéré ; déçu, il vendit ses livres et se rendit peu après à Paris. En mars 1476, il se trouvait à Londres, où il se démenait pour faire libérer son compatriote Georges Hermonyme emprisonné, à qui il rendait aussi visite régulièrement. Il finit sa vie dans la capitale anglaise à une date indéterminée (avant 1487 d'après une lettre de Constantin Lascaris).
Ses leçons portaient sur Aristote, mais aussi sur les poètes et orateurs de la Grèce antique. En 1461, il fut impliqué dans la querelle entre son cousin Théodore Gaza et Michel Apostolios : le premier, aristotélicien, ayant publié un traité contre le platonisme et plus particulièrement contre Gémiste Pléthon, le second lui fit une réplique assez violente et outrageante. Calliste y répondit lui-même, et remit les pièces de la querelle entre les mains du cardinal Bessarion, qui, bien que platonicien lui-même, reprocha à Apostolios sa grossièreté.
On conserve de lui un discours Sur le malheur de Constantinople (Ἐπὶ τῇ δυστυχίᾳ Κωνσταντινουπόλεως), le discours de défense de Théodore Gaza, quatre épigrammes (dont une sur l'œuvre de Platon adressée au cardinal Bessarion
), quelques lettres (dont une adressée à Georges Paléologue de Bissipat de Londres en mars 1476, deux à Démétrios Chalcondyle, une à Palla Strozzi). Plusieurs opuscules sont en outre cités dans la Bibliographie hellénique d'Émile Legrand, mais l'attribution à Andronic Calliste peut être douteuse (par exemple un petit traité Περὶ ἀρετῆς transmis aussi parmi les œuvres de Gémiste Pléthon) ou réfutée (le traité Περὶ παθῶν publié par David Hœschel en 1593 se trouve dans un manuscrit du Xe siècle).